# Tiotyksen
Tiotyksen, tiotiksen (łac. thiotixenum) – organiczny związek chemiczny z grupy sulfonamidów, pochodna tioksantenu.
Wykazuje silne działanie przeciwpsychotyczne, silne przeciwautystyczne, silne aktywizujące oraz słabe uspokajające. Ponadto wywiera umiarkowane oddziaływanie na układ pozapiramidowy oraz stosunkowo słabe na układ autonomiczny.
Znalazł zastosowanie jako neuroleptyk w leczeniu zespołów urojeniowych z dominującym zblednięciem uczuciowym i zmniejszeniem aktywności, a także w psychozach inwolucyjnych, starczych i alkoholowych. W porównaniu z innymi pochodnymi tioksantenu stosowany jest w lecznictwie najrzadziej.
W Polsce preparaty tiotyksenu nie są zarejestrowane. Za granicą dostępny jest w postaci chlorowodorku tiotyksenu, jako:
- Navane (Brazylia, Kanada, Stany Zjednoczone)
- Thixit (Nowa Zelandia).

Przeczytaj ostrzeżenie dotyczące informacji medycznych i pokrewnych zamieszczonych w Wikipedii.